# Dale Fuller
Dale Fuller (Santa Ana, 17 giugno 1885 – Pomona, 14 ottobre 1948) è stata un'attrice statunitense del cinema muto.

## Biografia
Caratterista del cinema statunitense, cominciò la sua carriera cinematografica alla Keystone nel 1915. Girò il suo ultimo film nel 1935. 
Nei suoi vent'anni di attività, comparve in 74 pellicole, in gran parte film muti. In Rapacità (1924) di Stroheim, rivestì i panni di Maria Macapa, in Ben-Hur: A Tale of the Christ (1925), quelli di Amrah. Lavorò con alcuni dei più illustri registi di Hollywood, da Cecil B. DeMille a Ernst Lubitsch, King Vidor, John M. Stahl, Howard Hawks.
Si ritirò dallo schermo nel 1935. Morì a 63 anni, il 14 ottobre 1948, a Pomona.

## Filmografia
- Crooked to the End, regia di Edwin Frazee e Walter C. Reed (1915)
- Love Will Conquer, regia di Edwin Frazee (1916)
- The Village Vampire, regia di Edwin Frazee (1916)
- An Oily Scoundrel, regia di Edwin Frazee (1916)
- His Last Laugh, regia di Walter Wright (1916)
- Bucking Society, regia di Harry Williams e William S. Campbell - cortometraggio (1916)
- Bath Tub Perils, regia di Edwin Frazee (1916)
- His Bitter Fate, regia di Harry Williams - cortometraggio (1917)
- A Dog's Own Tale, regia di Herman C. Raymaker - cortometraggio (1917)
- The Camera Cure, regia di Herman C. Raymaker - cortometraggio (1917)
- La corsa al piacere (Manslaughter), regia di Cecil B. DeMille (1922)
- Reno, regia di Rupert Hughes (1923)
- Donne viennesi (Merry-Go-Round), regia di Rupert Julian e, non accreditato, Erich von Stroheim (1923)
- Matrimonio in quattro (The Marriage Circle), regia di Ernst Lubitsch (1924)
- La sua ora (His Hour), regia di King Vidor  (1924)
- Rapacità (Greed), regia di Erich Von Stroheim (1924)
- The Only Thing, regia di Jack Conway (1925)
- The Woman Hater, regia di James Flood (1925)
- The Unchastened Woman, regia di James Young (1925)
- Fior d'assalto (Lady of the Night), regia di Monta Bell (1925)
- Ben Hur, regia di Fred Niblo (1925)
- The Shadow on the Wall, regia di B. Reeves Eason (1925)
- Ragione per cui (Memory Lane), regia di John M. Stahl (1926)
- Oasi dell'amore (Fazil), regia di Howard Hawks (1928)
- I cosacchi (The Cossacks), regia di George W. Hill (1928)
- Sinfonia nuziale (The Wedding March), regia di Erich Von Stroheim (1928)
- Gioco di bambole (Glad Rag Doll), regia di Michael Curtiz (1929)
- Ingratitudine (Emma), regia di Clarence Brown (1932)
- Ventesimo secolo (Twentieth Century), regia di Howard Hawks (1934)
- Resurrezione (We Live Again), regia di Rouben Mamoulian (1934)